# Pligtaflevering
Pligtaflevering er en lovmæssig forpligtelse om, at alle udgivne værker i landet skal afleveres i et eller flere eksemplarer til en statslig institution med henblik på bevaring for eftertiden. Loven gælder alle former for udgivet materiale, der udbydes til offentligheden og uanset transmissionsform. Pligtaflevering findes i en række lande.

## Historien
Den ældste pligtafleveringslov blev udstedt i 1537 i Frankrig. Formålet var dels at udøve kontrol (censur) af alt, hvad der blev trykt, dels at indsamle, hvad landets intellektuelle elite frembragte på tryk. Den første danske lov kom 17. juli 1697 og forlangte at alle, der trykte bøger, aviser eller andre skrifter i kongens riger og lande (Danmark-Norge, Island, Grønland, Hertugdømmerne og de danske kolonier), skulle aflevere fem eksemplarer af hvert skrift til Kongens Bibliothec, dvs. Det Kongelige Bibliotek. Formålet var ikke at udøve censur, men at skaffe kongen gratis eksemplarer af bøger til udveksling. I 1703 blev denne ordning indskrænket til alene at gælde de københavnske bogtrykkere og i 1732 blev antallet af eksemplarer, der skulle afleveres, nedsat til tre. Lovgivningen om pligtaflevering blev ikke lige strengt håndhævet i dets første 100 år og afleveringen gik i perioder helt i stå.
Dette blev der rettet op på i 1780, hvor Det Kongelige Biblioteks skrev en indstilling til kongen, Christian VII, om at få en ny pligtafleveringslov. Den nye lov (forordning) blev udstedt 10. januar 1781. Her blev det understreget, at kongens bibliotek skulle indsamle alt, hvad der måtte udkomme, "som i nogen Maade kunde regnes til den Danske Literature" og at afleveringspligten derfor burde udstrækkes til at gælde alle bogtrykkere i alle kongens riger, herunder Norge og hertugdømmerne. Formålet med pligtaflevering var at opbygge en samling, som kunne være til nationens "'Ziir", dvs. pryd – eller med nutidens udtryk, bevaring af kulturarven. Samtidig blev afleveringspligten udvidet til også at gælde aviser, kobberstik, bogkataloger o.lign. Alt skulle stadig afleveres i 3 eksemplarer. Dette blev dog nedsat til 2 eksemplarer i 1783.
Anordningen af 1781 blev revideret i 1821, hvorved det blev forlæggere, der skulle aflevere, men dette medførte problemer for biblioteket med at indsamle alt det trykte, så i 1832 blev afleveringspligten atter pålagt bogtrykkerne. Den næste pligtafleveringslov kom 2. maj 1902, hvor også Statsbiblioteket blev modtager af pligtaflevering. Denne lov var meget omfattende, idet den gjorde praktisk talt alt trykt materiale afleveringspligtigt. Mængderne var så store, at man i 1927 indskrænkede lovens dækningsområde.
Efter et udvalgsarbejde i Udvalget om Bibliotekerne i Informationssamfundet , som inddrog Internettets og de elektroniske mediers stigende betydning, blev en ny pligtafleveringslov underskrevet af Dronningen 10. juni 1997 (med ikrafttræden 1. januar 1998). Med denne lov fik Danmark en moderne pligtafleveringslov, der foruden at omfatte AV-materialer og digitale udgivelser i fysisk form også gjaldt statiske værker lagt på internettet. Denne lov blev i 2004 afløst af den nugældende lov, Lov nr. 1439 af 22. december 2004 om pligtaflevering af offentliggjort materiale , der trådte i kraft 1. juli 2005. Der skete en betragtelig udvidelse af pligtafleveringen, som nu også omfatter materiale, der er offentliggjort på internettet samt radio- og fjernsynsudsendelser. Bestemmelserne om pligtaflevering af film blev flyttet fra filmloven til pligtafleveringsloven og Det Danske Filminstitut blev den anden pligtafleveringsinstitution i Danmark. Hvad angik pligtaflevering af Internettet var loven ved sin vedtagelse i 2004 den mest avancerede i verden .

## Pligtaflevering i Danmark

### Hvad omfatter loven?
Pligtafleveringsloven fastsætter at "et værk anses for udgivet, når eksemplarer af værket med ophavsmandens samtykke er bragt i handelen eller på anden måde spredt blandt almenheden. Som udgivelse anses også det forhold, at der med ophavsmandens samtykke tilgår almenheden meddelelse om, at eksemplarer af værket fremstilles og distribueres på bestilling". Det gælder følgende typer af værker:
1. Værker, som offentliggøres ved udgivelse i eksemplarform (trykte værker, fonogrammer (CD), video osv.)
2. Materiale, som offentliggøres i elektroniske kommunikationsnet (Internettet)
3. Radio- og fjernsynsprogrammer
4. Film, som er produceret med henblik på offentlig forevisning.

### Afleveringen
Bekendtgørelsen om pligtaflevering  fastsætter de nærmere bestemmelser om pligtafleveringens omfang og organisation. For at forenkle det for de afleveringspligtige skal afleveringen af eksemplarerne kun ske samlet et sted, normalt hver halve år. Pligtafleveringsinstitutionerne er:
- Det Kgl. Bibliotek
- Det Danske Filminstitut

Værker i fysisk form skal afleveres til Det Kgl. Bibliotek (trykte udgivelser (undtagen aviser), udgivelser i mikroform, fotografiske udgivelser, udgivelser i punktskrift, kombinerede udgivelser og digitale værker på fysiske medier), Statsbiblioteket (aviser, fonogrammer, videogrammer) og Det Danske Filminstitut (film).
Materiale, der offentliggøres på internettet, indsamles af Det Kgl. Bibliotek (se nedenfor). Radio- og fjernsynsudsendelser indsamles også af biblioteket.
Manglende aflevering kan straffes med bøde.

### Indsamling af Internettet
Pligtafleveringen af den danske del af Internettet sker via Netarkivet, som er det danske internetarkiv. Netarkivet er en fælles opgave for Det Kongelige Bibliotek og Statsbiblioteket, som indsamler og bevarer den danske del af internettet.

### Registrering
Registrering af det indsamlede materiale sker i Nationalbibliografien med Dansk BiblioteksCenter og Det Kgl. Bibliotek som hovedaktører. Det pligtafleverede kan med få undtagelser findes i bibliotek.dk.

### Bevaring
Materiale, der indsamles i henhold til pligtafleveringsloven, er kulturarv. Det pligtafleverede materiale afleveres i to eksemplarer, som af sikkerhedsgrunde opbevares to forskellige steder i landet. Det fremgår af Bekendtgørelsen, at pligtafleveringsinstitutionerne kan fastsætte nærmere bestemmelser for benyttelsen, således at materialet er sikret for eftertiden. Derfor er de fleste pligtafleverede materialer ikke til hjemlån, men skal benyttes på pligtafleveringsinstitutionen (læsesal). Digitalisering (retrodigitalisering), hvor institutionerne fremstiller en digital kopi, og brugeren får adgang til materialet via sin PC, er blevet en ny og lettere måde at give adgang til kulturarven.